# Reinhold Richters villa
Reinhold Richters villa (polsk Willa Reinholda Richtera) ligger ved Ignacy Skorupkos gade 6/8 i Łódź. Bygningen blev opført i årene 1903-1904 efter tegninger af Ignacy Stebelski til fabrikanten Reinhold Richter. I dag huser bygningen rektoratet til Det tekniske universitet i Łódź. 
Villaen regnes som en af byens mest maleriske og ukonventionelle bygninger. Den er en blanding af flere stilarter: renæssance, manierisme, barok og art nouveau. Hver side af elevationen har forskellig form. Karakteristiske elementer i bygningen er tårnet til højre for hovedindgangen, en træveranda og loggiaer. Det rigt udsmykkede indre er i dag bevaret i sin oprindelige form. Væggene er rejst i rød marmor og pyntet med stukkatur. Ved gaden er også villaens vogterhus bevaret.
51°44′55″N 19°27′19″Ø / 51.74861°N 19.45528°Ø